# Jerzy Duszyński (biochemik)
Jerzy Duszyński (ur. 6 marca 1949 w Warszawie) – polski biochemik, profesor nauk biologicznych, profesor zwyczajny Instytutu Biologii Doświadczalnej im. Marcelego Nenckiego PAN. Działacz opozycji demokratycznej w PRL, członek rzeczywisty Polskiej Akademii Nauk, w latach 2008–2009 wiceminister nauki, w latach 2015–2022 prezes PAN.

## Życiorys

### Działalność zawodowa i naukowa
W 1971 ukończył studia na Wydziale Biologii i Nauk o Ziemi Uniwersytetu Warszawskiego. Doktoryzował się w 1975, zaś w 1983 uzyskał stopień doktora habilitowanego. 18 października 1993 otrzymał tytuł profesora nauk biologicznych. Specjalizuje się w zagadnieniach związanych z biochemią. W latach 1976–1978 odbył dwuletni staż podoktorski w Stanach Zjednoczonych (Pennsylvania State University i Uniwersytet Pensylwanii|University of Pennsylvania), a w 1983 i od 1986 do 1987 przebywał jako profesor wizytujący we Francji i w USA.
Zawodowo związany z Polską Akademią Nauk, gdzie zajmował m.in. stanowiska dziekana Wydziału II Nauk Biologicznych i Rolniczych oraz członka prezydium PAN (w kadencji 2011–2014). Pełnił funkcję sekretarza (1990–1992) i przewodniczącego (1996–2001) rady naukowej, a także wicedyrektora ds. naukowych (2002–2003) i dyrektora (2003–2008) Instytutu Biologii Doświadczalnej im. Marcelego Nenckiego PAN. W 2007 został członkiem korespondentem PAN, od 2022 członek rzeczywisty akademii. W marcu 2015 wybrany na prezesa Polskiej Akademii Nauk. W październiku 2018 został wybrany na drugą kadencję (2019–2022), będąc wówczas jedynym kandydatem na tę funkcję. W czerwcu 2020 został przewodniczącym interdyscyplinarnego zespołu ds. COVID-19 przy prezesie PAN.
W swoim dorobku ma kilkadziesiąt publikacji w prestiżowych międzynarodowych czasopismach naukowych. Wygłaszał wiele zaproszonych wykładów na międzynarodowych zjazdach naukowych. Członek Academia Europaea, członek zagraniczny Chińskiej Akademii Nauk, a także członek rady dyrektorów instytutu badawczego IRB Barcelona oraz rady STS Forum w Japonii.

### Główne dokonania naukowe
- Pierwsze eksperymentalne udokumentowanie zjawiska kanałowania substratów oraz istnienia wewnątrzkomórkowych mikrokompartmentów. Te zjawiska sprawiają, że wewnątrzkomórkowa dyfuzja metaboitów jest nietypowa. Może to mieć poważne konsekwencje dla regulacji metabolizmu komórkowego[10].
- Pierwsze i nowatorskie wyznaczenie wartości współczynnika kontroli metabolicznej nośnika nukleotydów andeninowych w komórce in situ[11].
- Eksperymentalne wyznaczenie pojemności energetycznej głównych elementów systemu fosforylacji oksydacyjnej[12].
- Odkrycie wpływu pH na transport jonów wapnia do komórek ssaczych. Stężenie jonów wapnia jest ważnym czynnikiem regulujących metabolizm komórki. Odkrycie ma duże implikacje dla regulacji metabolizmu komórek[13].
- Ustalenie, że stężenie jonów wapnia w cytozolu jest wypadkową procesów transportujących jony wapnia przez błonę komórkową oraz przez błony organelli wewnątrzkomórkowych (takich jak mitochondria i siateczka śródplazmatyczna). Białko PML wpływa na oddziaływanie mitochondriów i siateczki śródplazmatycznej i w ten sposób wpływa na wewnątrzkomórkowy metabolizm wapniowy. To odkrycie może tłumaczyć pewne stany patologiczne[14].
- Opracowanie nowatorskiej metody izolacji frakcji subkomórkowych, która pozwala oszacować stopień interakcji pomiędzy wewnątrzkomórkowymi organellami i błoną plazmatyczną[15].

### Działalność pozanaukowa
W okresie 1980–1985 był przewodniczącym „Solidarności” w Instytucie Biologii Doświadczalnej. Był przewodniczącym Rady Miasta Podkowa Leśna oraz jednym z założycieli Fundacji Szkoły Festiwalu Nauki. W kadencji 2006–2009 pełnił funkcję przewodniczącego resortowego Zespołu Interdyscyplinarny ds. Infrastruktury Badawczej. Od 2008 do 2009 zajmował stanowisko podsekretarza stanu w Ministerstwie Nauki i Szkolnictwa Wyższego.

## Odznaczenia
- Krzyż Kawalerski Orderu Odrodzenia Polski – 2010[17]
- Złoty Krzyż Zasługi – 1993[18]
- Złote Promienie ze Wstęgą Orderu Wschodzącego Słońca – Japonia, 2024[19][20].